# Simone Atomano
Simone Atomano o Atumano (in greco Σίμων ὁ Ἀτυμάνος?) (Costantinopoli, prima del 1318 – tra il 1383 e il 1387) è stato un umanista e arcivescovo cattolico bizantino.

## Biografia
Era figlio di madre greca ortodossa e di padre turco, tanto che il suo cognome (in greco Ἀτυμάνος) è probabilmente derivato dalla parola Ottomano.
Fu monaco nel monastero di Studion e il 23 giugno 1348, quando aveva evidentemente già fatto professione di fede cattolica, fu nominato da papa Clemente VI successore di Barlaam di Seminara come vescovo di Gerace. Fu trasferito alla sede arcivescovile di Tebe dal 1366 fino alla sua morte.
Viaggiò frequentemente nelle varie corti occidentali e insegnò greco presso la corte papale di Avignone. Dopo la conquista di Tebe da parte della compagnia navarrese, avvenuta nel 1379, si ritirò a Roma, dove insegnò greco, latino ed ebraico. Vista la sua conoscenza dell'ebraico, alquanto insolita per il tempo, fu incaricato di redigere una versione in tre lingue dell'Antico Testamento, dedicata a papa Urbano VI.
Tradusse in latino il trattato De cohibenda ira di Plutarco, compose un poema su Giovanni VI Cantacuzeno e scrisse numerose note relative a Euripide.

## Genealogia episcopale
La genealogia episcopale è:
- Cardinale Bertrando di Deux
- Arcivescovo Simone Atomano, O.S.B.I